# Jinshi, Guangdong
Jinshi är en köping i sydöstra  Kina. Den ligger i stadsdistriktet Chao'an i staden Chaozhou i provinsen Guangdong, omkring 340 kilometer öster om provinshuvudstaden Guangzhou. Antalet invånare är 71 240. Befolkningen består av 34 521 kvinnor och 36 719 män. Barn under 15 år utgör 20,0 %, vuxna 15-64 år 72 %, och äldre över 65 år 7,0 %.